# Alexander Harder-Khasán

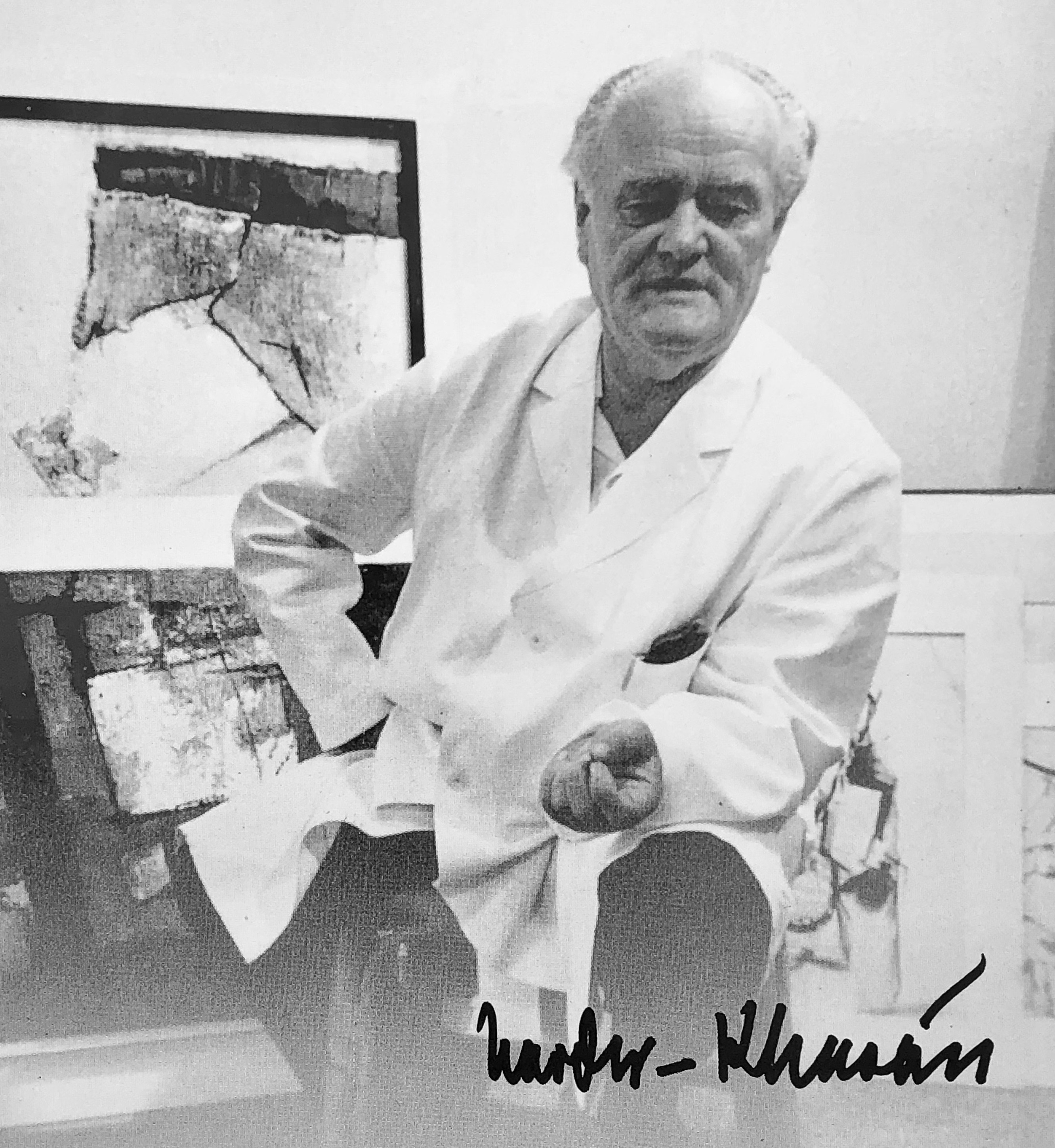
Alexander Harder-Khasán in seinem Atelier in Hanau, 1977

Alexander Harder-Khasán (* 28. September 1901 in Neuhoffnung bei Samara als Alexander Harder; † 24. September 1985 in Hanau) war ein freischaffender Kunstmaler und Träger des Kulturpreises des Main-Kinzig-Kreises.

## Leben

### Herkunft und Familie
Alexander Harder wurde am 28. September 1901 bei Samara (Russland) geboren. Er hatte vier Geschwister, von denen nur sein Bruder Johannes Harder das Erwachsenenalter erreichte. Seine Eltern, Bernhard und Katharina Harder, waren Wolgadeutsche. Während des Ersten Weltkrieges lebte die Familie in Orenburg drei Jahre in Verbannung (sog. Zivilgefangenschaft) und emigrierte 1918 nach Königsberg.

### Ausbildung
1919 besuchte Harder die Kunstgewerbeschule Elbing. 1921 studierte er an der Kunstakademie Königsberg Malerei bei Carl Albrecht. 1924 wechselte er zur Akademie der Bildenden Künste München. 1926 schloss er an der Akademie der bildenden Künste Berlin, nach einem Studienaufenthalt in Paris, sein Studium ab.

### Auswanderung und Krieg
In Berlin arbeitete er im Bereich Buchillustration und lernte die Kunststudentin Alexandrine Fischer kennen. Sie heirateten 1927 und wanderten im selben Jahr nach Kanada aus. 1929 folgten Aufenthalte in Kalifornien, Mexiko und New York, bis sie 1935 nach Berlin zurückkehrten. Dort arbeitete Alexander Harder als freischaffender Künstler und Illustrator, bis ihm 1938 die Reichskulturkammer ein Ausstellungs- und Arbeitsverbot auferlegte und er zum Lohnbuchhalter umschulte. Im darauf folgenden Jahr wurde er in den Militärdienst einberufen. Von 1942 an hatte man ihn im Kriegsdienst an der russischen Front eingesetzt bis zu seiner Inhaftierung im Straflager in Berlin 1945. Nach Flucht und kurzer Gefangenschaft durch die US-Amerikaner kehrte Harder zur Familie nach Wernigerode zurück. Gemeinsam floh er mit Frau und Tochter (Franziska, * 1936) vor der sowjetischen Militäradministration nach Niedersachsen. Dort arbeitete er als Dolmetscher.

## Künstlerischer Werdegang
Zusammen mit seiner Familie hatte sich Alexander Harder 1949 in Hanau niedergelassen. Dort richtete sich das Künstlerehepaar ein gemeinsames Atelier ein.

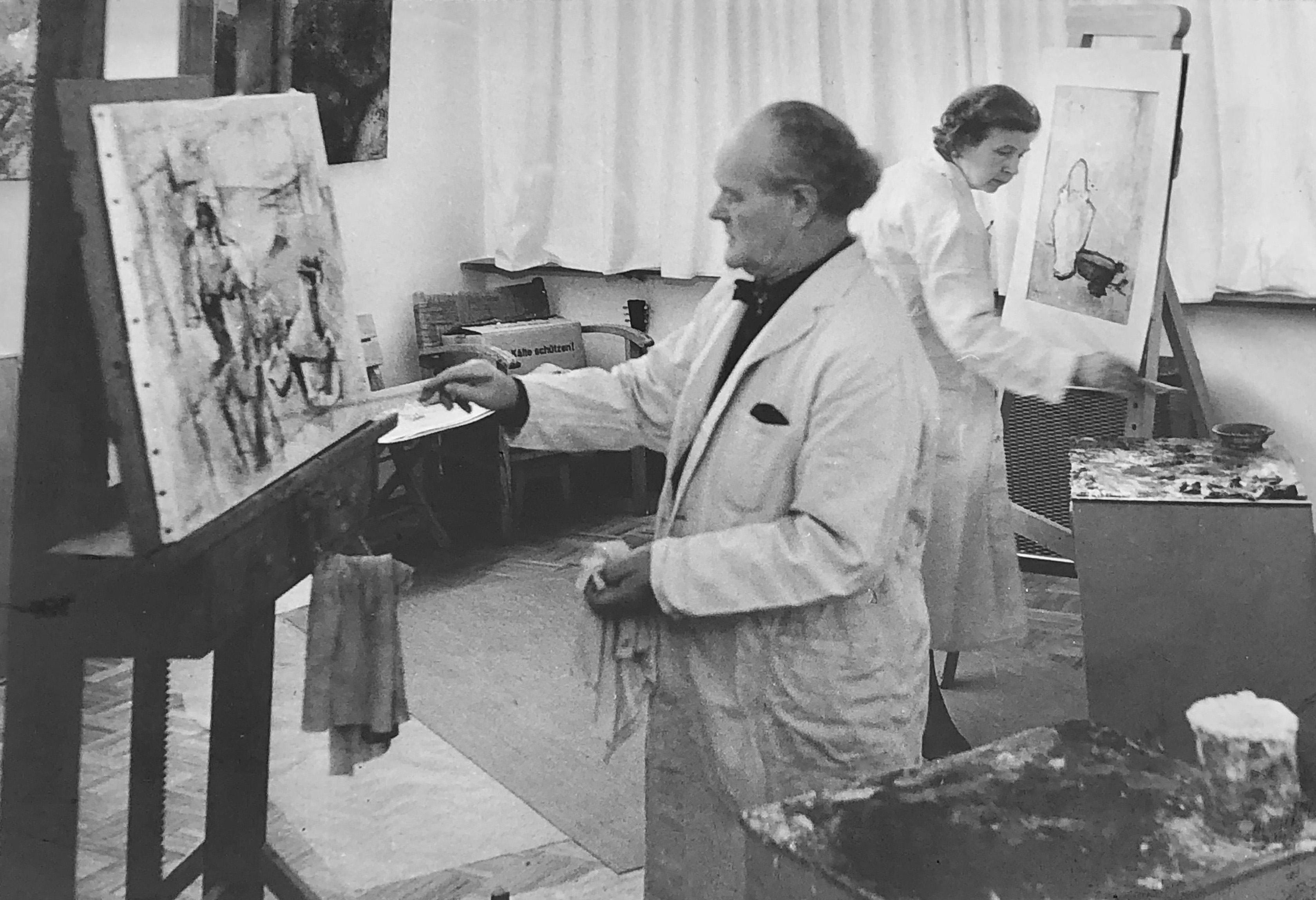
A. Harder-Khasán mit Alexandra Harder im Atelier in Hanau, 1970er Jahre

1952 engagierte er sich im Kulturbetrieb der Stadt Hanau und war Gründungsmitglied des Künstlerbundes „Simplicius Hanau“. Er eröffnete zusammen mit Kollegen und Künstlern der Hanauer Zeichenakademie die erste große Jahreskunstausstellung des Künstlerbundes Simplicius im Hanauer Kammermusiksaal. 

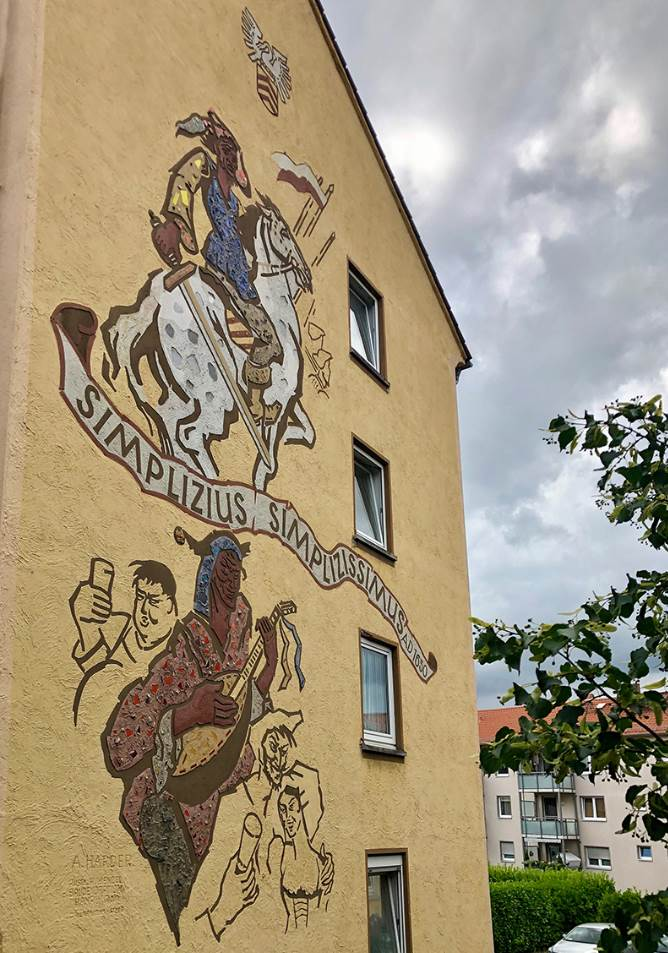
Simplicius Simplicissimus, Sagraffito mit bunten Glas gehöht, Nordstraße (Hanau)

In diesem Zusammenhang erteilte ihm die Stadt Hanau den Auftrag an einem Gebäude neben dem historischen Stadtmauerrest (Nordstrasse, Hanau) eine Erinnerung an Grimmelshausens Werk Simplicius Simplicissimus zu gestalteten. Seine Frau (Künstlername Alexandra Harder), sowie die gemeinsame Tochter Franziska (heute Franziska Haslinger), traten ebenfalls diesem Künstlerbund bei. Von 1960 an unternahm Alexander Harder Studienreisen nach Holland, Österreich, Libanon, Spanien, Syrien, Griechenland, Jordanien, Italien, Frankreich und Russland. In dieser Zeit (1961) fügte er seinem Namen die Bezeichnung seiner Geburtsregion Khasan als Künstlername hinzu.
1977 wurde Harder-Khasán als erster mit dem Kulturpreis des Main-Kinzig-Kreises ausgezeichnet. Das Künstlerpaar feierte 1981 bei einer gemeinsamen Jubiläumsausstellung im Hanauer Rathaus ihren achtzigsten bzw. fünfundsiebzigsten Geburtstag. Vier Tage vor seinem 84. Geburtstag verstarb Alexander Harder-Khasán 1985 an einen Schlaganfall.

## Werke (Auswahl)
Im Lebenswerk von Alexander Harder-Khasán ist in der Zeit von 1927 bis 1949 als Folge von Auswanderung, Malverbot, Kriegsdienst, Inhaftierung und Flucht keine kontinuierliche künstlerische Entwicklung auszumachen. Die Erinnerungen an das chassidisch-russische Leben seiner frühen Jugend, Fronterlebnisse in der alten Heimat, gepaart mit dem Hang zum Erzählerischen, Anekdotischen waren Ausgangspunkte seines expressiven Bildschaffens in den 1950er Jahren. Mit dem Ordnen seines Lebens begann die Entwicklung seines Kunststils. Er experimentierte mit Farbe auf verschiedenen Werkstoffen, Textur und Modulation. Diese Entdeckungen führten ihn immer wieder dazu, seine alten Bildthemen in der neuen Technik auszutesten und zu überarbeiten. Dadurch war die Signatur nicht Zeit orientiert. Auch den Arbeitsthemen konnte man keine zyklische Entstehungsdaten zuweisen, daher verzichtete Harder-Khasán bewusst auf jegliche Datierung der Werke. So wurden die Werke Explosion von 1943 und Es lebe der Krieg (Öl auf Papier) von 1944 in Hanau überarbeitet – wie auch Ich klage an (Spachtelkitt auf Hartfaser) und Nachtwächter (Öl auf Papier) entstanden in der authentischen Technik der Nachkriegszeit. 
In den 1960er Jahren wandelte sich das Sujet seiner Darstellungen. Das Beängstigende seiner Welt wich – begünstigt durch die wieder erworbene Freiheit des Reisens in die Welt der Antike. Weite und Stille dominieren die Bildaussagen über das Mystische, Übernatürliche in Sagen und Mythen. So entstanden Werke mit Einschlüssen von Holzteilen, Tonscherben, Papier- und Zeitungscollagen (Schmeissfliege, Weisser Krug, Pelikane, Selbstportrait), Sackleinen (Roter Sitz), bis hin zur Verwendung von Sand im Gemisch von Farbpulver in Arachne.
Collagen dieser Art findet man auch in seinen surrealen Arbeiten, wie Voyage magique à Damas (Dachpappe/Öl, 1964) oder Steinschrei.

In den 1970er Jahren prägten die Materialien, die der Farbe als Körper dienten und Farbträger waren. Sie ermöglichten ihm eine radikale Gegenstandslosigkeit (Bipolar, Das Quadrat) und Abstraktion (X geht spazieren). Farbe wurde nicht als Leuchtkraft zelebriert, sondern als einfacher, schlichter Ton mit dem Schwerpunkt auf die Textur (Lanzarote, Spuren, Seesterne).

Die späten Arbeiten der frühen 1980er Jahre führten in die gegenständliche Welt (Stillleben) zurück. Oft sind nur zwei Sehimpulse der Farbe wahrnehmbar (Stilleben mit Mörser, Stilleben mit Würfel, Krug mit Granatapfel, Krug mit Zwiebeln). 
In seinen graphischen Werk suchte er nach der Aussage in Mimik (Meditierende, Athosmönch, 1976), Körperhaltung (Das Geschäft) und der Vehemenz der Gestik (Das Gespräch, 1958) in der Technik lavierte Federzeichnung, zum Teil auch mit Zeitungscollagen verfremdet (Torso).

## Ausstellungen (Auswahl)

### Einzelausstellungen
- 1936: Galerie Wolfgang Gurlitt, Berlin
- 1955: Stadtbibliothek, Hanau
- 1957: Galerie Paul Brandt, Amsterdam
- 1959: Iberoamerikanischer Club, Frankfurt am Main
- 1962: Galerie Wolfgang Gurlitt, München
- 1968: Galerie Dahms, Wiesbaden
- 1968: Delmenhorst, Galerie pro arte
- 1971: Galeria d’Arte Il Semaforo, Florenz
- 1972: Stahlwerk Wöhr, Aalen
- 1976: Altstadtgalerie, Hanau
- 1977: Ostdeutsche Galerie, Regensburg
- 1977: Goetheinstitut, Toulouse[6]
- 1979: Altes Rathaus Hanau
- 1980: Galerie L9, Oberursel
- 1983: Oberhessisches Museum, Gießen
- 1984: Stadtsparkasse Hanau
- 1991: Historisches Museum Hanau Schloss Philippsruhe, Hanau
- 2017: „Kunst vor dem OB-Büro“ im Hanauer Rathaus

### Gruppenausstellung
- 1965: Künstlergilde, Esslingen
- 1965: Salon des Artistes de Neuilly, Neuilly
- 1966: International de Peinture à Spa, Spa
- 1968: Künstlergilde, Esslingen
- 1971: Künstlergilde, Lindau
- 1971: Ostdeutsche Galerie, Regensburg
- 1979: Schloss Wörth an der Donau
- 1981: Künstlergilde, Esslingen
- 1981: Jubiläums Ausstellung mit Alexandra Harder, Rathaus von Hanau
- 1982: Ostdeutsche Galerie, Regensburg
- 1982: Galerie Slavia, Bremen
- 1982: Künstlergilde, Esslingen
- 1983: Rathausgalerie Kunstverein Friedberg
- 2010: Historisches Museum Schloss Philippsruhe, Hanau